# Брун, Клара Исааковна
Клара Исааковна Брун (Брун-Камионская, при рождении Хая-Геня Айзиковна Брун; 19 ноября (1 декабря) 1876 — 25 октября 1959) — советская оперная певица (сопрано), солистка киевского Городского театра; заслуженный деятель искусств УССР (1938). Жена оперного певца Оскара Камионского.

## Биография
Родилась 19 ноября (1 декабря) 1876 года в городе Смела (ныне Черкасская область) в бедной семье. С раннего детства проявила певческую одарённость. На средства мецената Цветкова училась пению в Венской консерватории (1894—1899, класс Левентауце), совершенствовалась в 1903 и 1913 годах в Италии у Ч. Росси.
В 1899 году дебютировала в Николаеве (опера «Трубадур» Дж. Верди). В 1899—1926 годах пела в составе оперных трупп многих городов Российской империи, Австрии, Германии, Франции и других стран Европы. Выступала также как камерная певица во время многочисленных гастрольных турне.
С 1926 года занималась педагогической деятельностью. Преподавала в Киевском музыкальном техникуме (1929—1934), Киевской консерватории (1934—1952). С 1939 года — профессор консерватории. Её ученицами были такие певицы Киевской оперы, как Л. Лобанова, Т. Михайлова, Г. Сухорукова.
В 1941—1944 годах находилась в эвакуации в Баку, где вела вокальную студию при филармонии. После возвращения в Киев она снова продолжила преподавательскую деятельность в консерватории, где работала до 1952 года.
Умерла 25 октября 1959 года. Похоронена в Киеве на Байковом кладбище рядом с мужем (участок № 8а).

## Семья
15 апреля 1903 года в Киеве заключила брак с оперным певцом, почётным гражданином Ошером Исааковичем Камионским. Сын Исаак родился 7 мая 1911 года в Киеве. Семья жила в собственном доме, выстроенном на Мариинско-Благовещенской улице, № 58 по проекту И. А. Зекцера.

## Творчество, репертуар

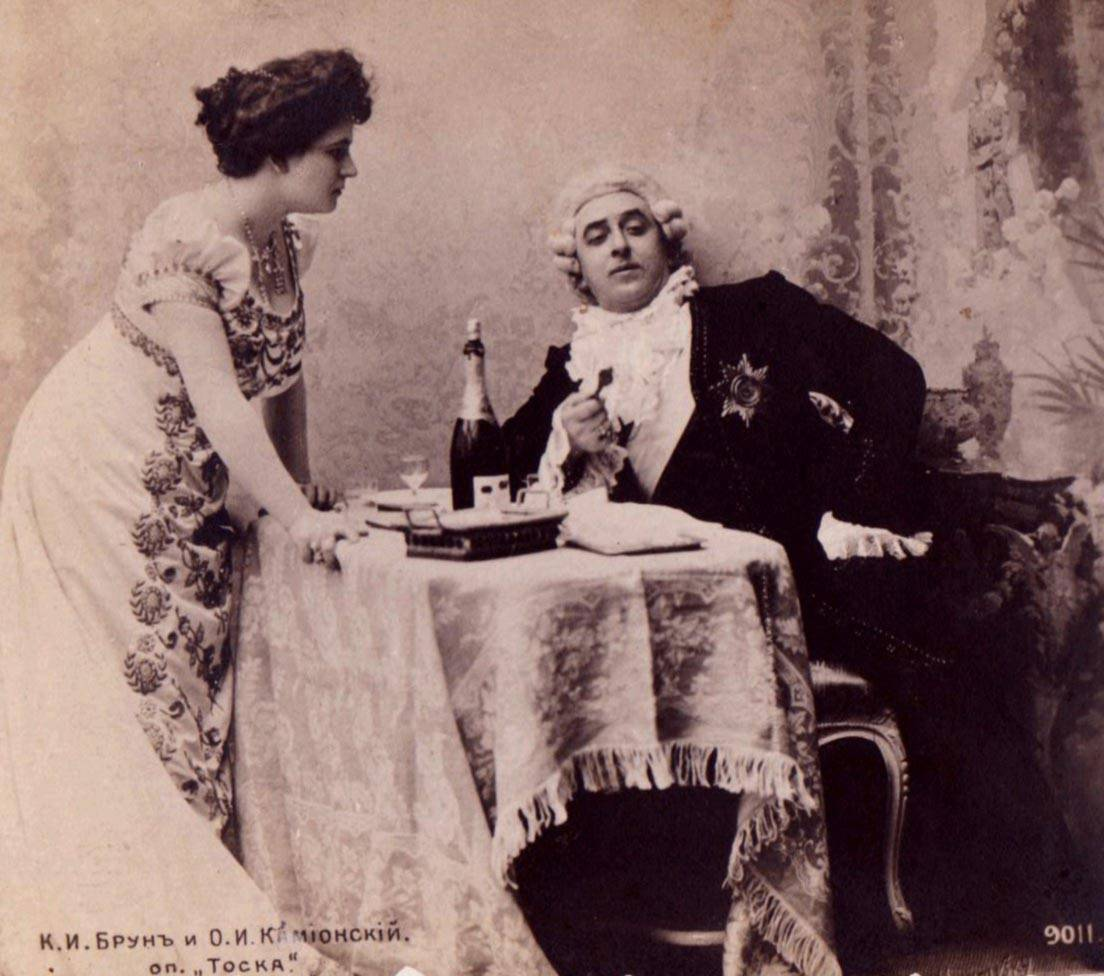
Клара Брун в роли Тоски и Оскар Камионский в роли Скарпии, опера «Тоска» Дж. Пуччини

Имела ровный, мощный голос красивого тембра и широкого диапазона с драматическим темпераментом. С. Левик отмечал:
Драматической певицей Брун названа не потому, разумеется, что она несла драматический репертуар, а потому, что её вокальный образ — то Лиза из «Пиковой дамы» или Марфа из «Царской невесты», Валентина из «Гугенотов» или Маргарита из «Фауста» — всегда органично включал драматический элемент, волнение и трепет переживания, а не напряжение голоса для внешнего выражения драматической ситуации … Среди услышанных мной на российской сцене сопрано Брун по праву принадлежит одно из первых мест — так тепло, даже горячо она пела.
Репертуар певицы насчитывал около 100 партий. Она первой в России исполнила партию Тоски в одноимённой опере Дж. Пуччини.